# Zbehňov
Zbehňov es un municipio del distrito de Trebišov en la región de Košice, Eslovaquia, con una población estimada a final del año 2024 de 376 habitantes.
Se encuentra ubicado al este de la región, en la cuenca hidrográfica del río Ondava (afluente del río Bodrog que, a su vez, lo es del Tisza), y cerca de la frontera con la región de Prešov y Hungría.

## Demografía
| Año        | 1994 | 2004    | 2014     | 2024    |
| ---------- | ---- | ------- | -------- | ------- |
| Población  | 264  | 290     | 358      | 376     |
| Diferencia |      | +9,84 % | +23,44 % | +5,02 % |

| Año        | 2023 | 2024    |
| ---------- | ---- | ------- |
| Población  | 378  | 376     |
| Diferencia |      | −0,52 % |